# Iberduero
Iberduero est une ancienne entreprise espagnole du secteur de la production et de la distribution d'électricité, fondée à Bilbao en 1944 après la fusion d'Hidroeléctrica Ibérica et de Saltos del Duero. Cotée à la Bourse de Madrid sous le signe IBE, elle a été l'une des principales sociétés espagnoles du secteur de l'électricité. En 1992, elle lance une OPA sur Hidroeléctrica Española. Cette fusion crée le groupe Iberdrola, l'une des dix plus grandes entreprises mondiales du secteur électrique.

## Origines
Les origines d'Iberduero remontent à la formation d'Hidroeléctrica Ibérica, fondée à Bilbao par l'ingénieur Juan Urrutia Zulueta le 19 juillet 1901 avec un apport en capital de la Banco de Vizcaya. Au départ, la société se consacre à l'aménagement hydroélectrique de quelques chutes dans le nord de l'Espagne, principalement dans le bassin de l'Èbre.
Contrairement à d'autres régions du pays, les coûts d'approvisionnement en charbon et la faiblesse relative de la première industrialisation dans le bassin de l'Èbre supérieur rendent l'hydroélectricité attrayante, liant la première électrification de la région à l'aménagement des rivières. Quelques sociétés d'importance moyenne, comme Ibérica, disposent des capitaux et des compétences techniques et s'imposent graduellement, en absorbant les concurrents plus petits et moins efficaces.
Elle met rapidement en service les chutes de Quintana en 1904, et celles de Leizarán et de Puentelarrá l'année suivante, production qui est rapidement absorbée par la demande dans la région de Bilbao. Tant bien que mal, Ibérica, réussit à répondre à la demande, en exploitant la centrale thermique de Burceña ou en louant des installations à d'autees sociétés. Ibérica prendra de l'expansion dans les années 1920 en construisant des nouveaux réseaux de distribution et en aménageant des centrales hydroélectriques supplémentaires.

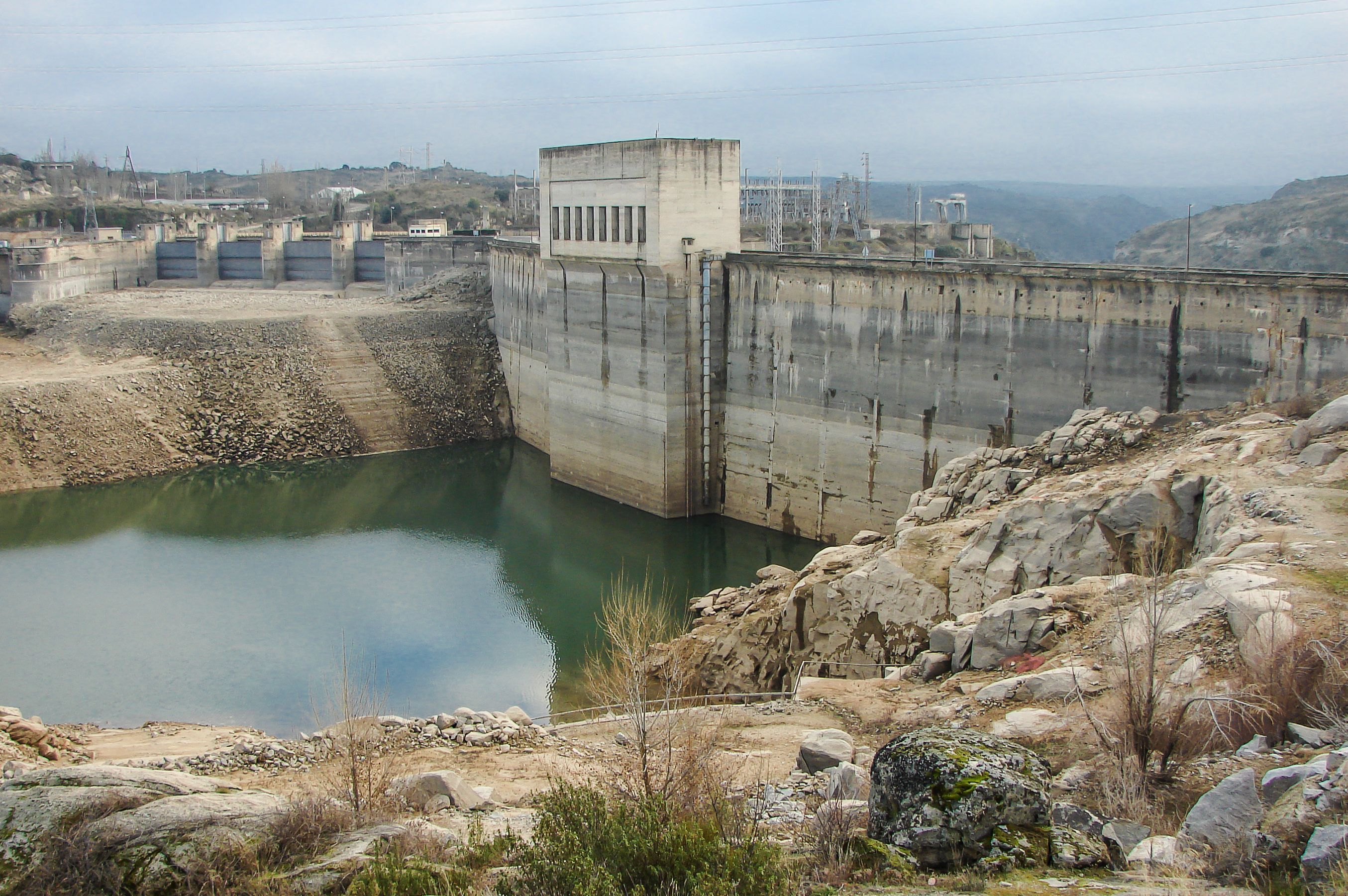
La centrale et le barrage de Ricobayo, construits entre 1929 et 1935 sur le cours inférieur de la rivière Esla, un affluent du fleuve Duero.

À l'ouest, un groupe d'hommes d'affaires prépare l'aménagement du fleuve Duero, à la frontière entre l'Espagne et le Portugal. Le 3 juillet 1918, trois hommes d'affaires de Bilbao, Eugenio Grasset, Fernando Celayeta et Manuel Taramona, fondent Sociedad Hispano Portuguesa de Transportes Eléctricos, qui deviendra Saltos del Duero en 1928. 
Après des années d'effort, la société remporte la concession hydraulique du gouvernement espagnol en août 1926, puis obtient l'aval du Portugal, dans un traité ratifié le 12 août 1927. Les travaux de construction débutent en mai 1929 à la chute de Ricobayo (es). La magnitude de l'ouvrage intéresse le roi Alfonso XIII, qui visite le chantier le 20 octobre 1930.
Face à la concurrence de cette nouvelle source d'énergie qui n'est pas promise à un réseau de distribution, un groupe de distributeurs électriques, dont Ibérica, développent leurs relations en signant un accord d'assistance mutuel. Le groupe d'entreprises, connu sous le nom de Grupo Hidroeléctrico, négocie ensuite un pacte d'approvisionnement exclusif avec Saltos del Duero, signé le 1er mars 1936.
La fin de la guerre civile espagnole créée une forte croissance de la demande et remet en question l'entente de 1936, forçant l'entreprise biscayenne à consolider sa position dans le secteur. En 1944, Hidroeléctrica Ibérica fusionne avec Saltos del Duero le 30 septembre 1944 pour former Iberduero S.L.

## Expansion

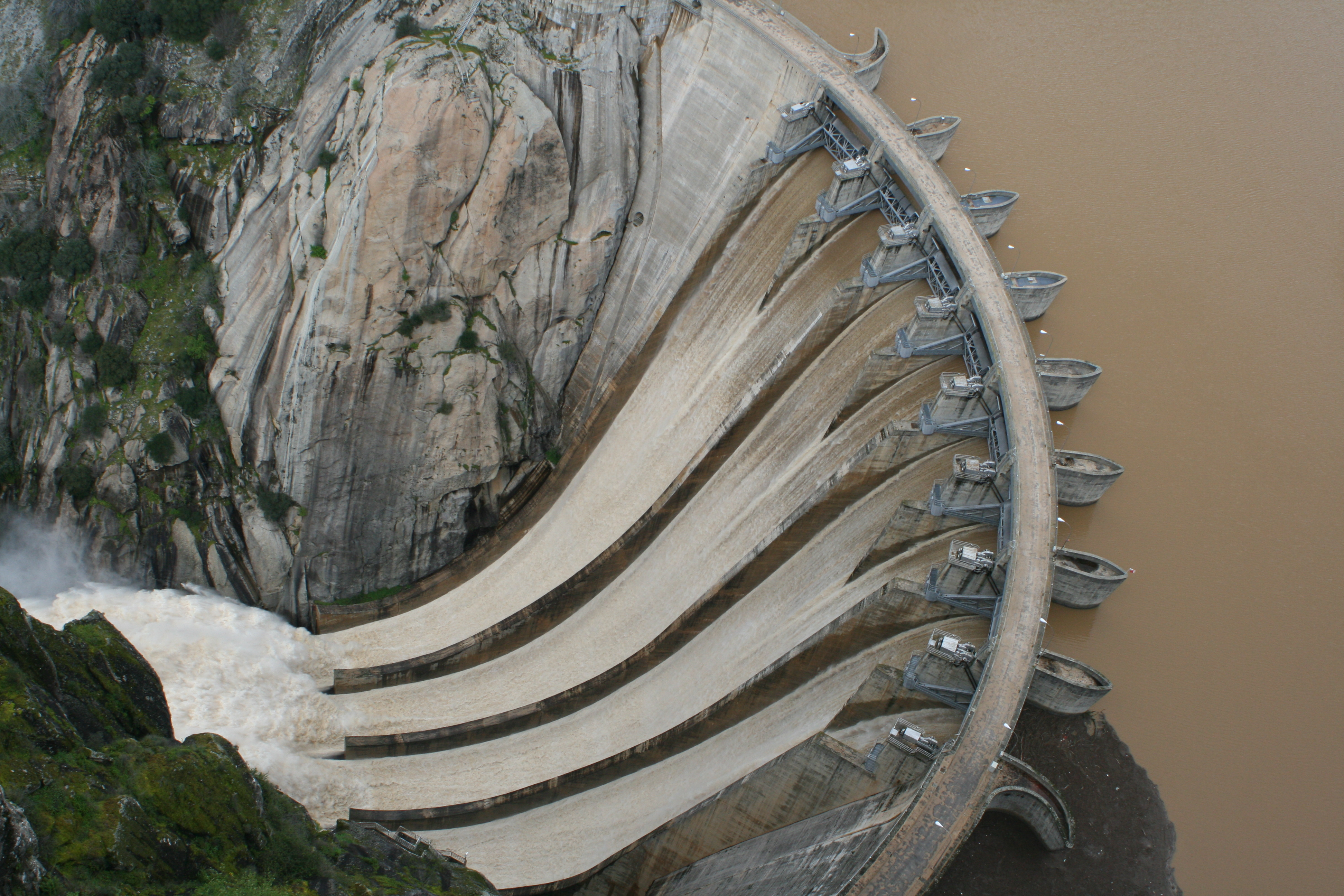
Le barrage d'Aldeadávila est le plus important aménagement hydroélectrique en Espagne, tant pour la puissance installée que la production d'électricité. Il est situé à lArribes del Duero, une profonde dépression à la frontière entre l'Espagne et le Portugal.

En 1970, Iberduero et ses filiales produisent 27 % de l'électricité consommée en Espagne. La société compte alors une douzaine de filiales : Electra Aguera, Electra de Burgos, Electra de Extremadura, Electra Popular Vallisoletana, Electra de Salamanca, Electra de Soria, Electra de Logroño, Compañía Eléctrica del Urumea, Fuerzas Eléctricas de Navarra, El Irati, León Industrial, Vitoriana de Electricidad et Saltos del Sil.
Par ailleurs, elle s'associe avec Electra de Viesgo, plus tard intégrée au groupe Endesa, dans Nuclenor (centrale nucléaire Santa María de Garoña) et Terminor (centrales thermiques).
Iberduero développe un vaste parc de centrales hydroélectriques, qui compte plus de 100 centrales, dont les plus importantes sont situées sur le Duero et ses affluents, y compris les barrages d'Aldeadávila, de Saucelle, d'Almendra, de Castro, de Ricobayo et de Villalcampo.
Dans les années 1960, Iberduero développe un parc de production thermique. En 1965, la société met en service la centrale thermique de Burceña à Barakaldo, suivi en 1968 par la centrale de Pasaia et ce celle de Santurtzi en 1969. Sous l'égide de Terminor, Iberduero est un partenaire dans la centrale thermique de Velilla, ouverte en 1964. En 1984, elle rachète la participation de son partenaire et construit une deuxième unité de production à Velilla .

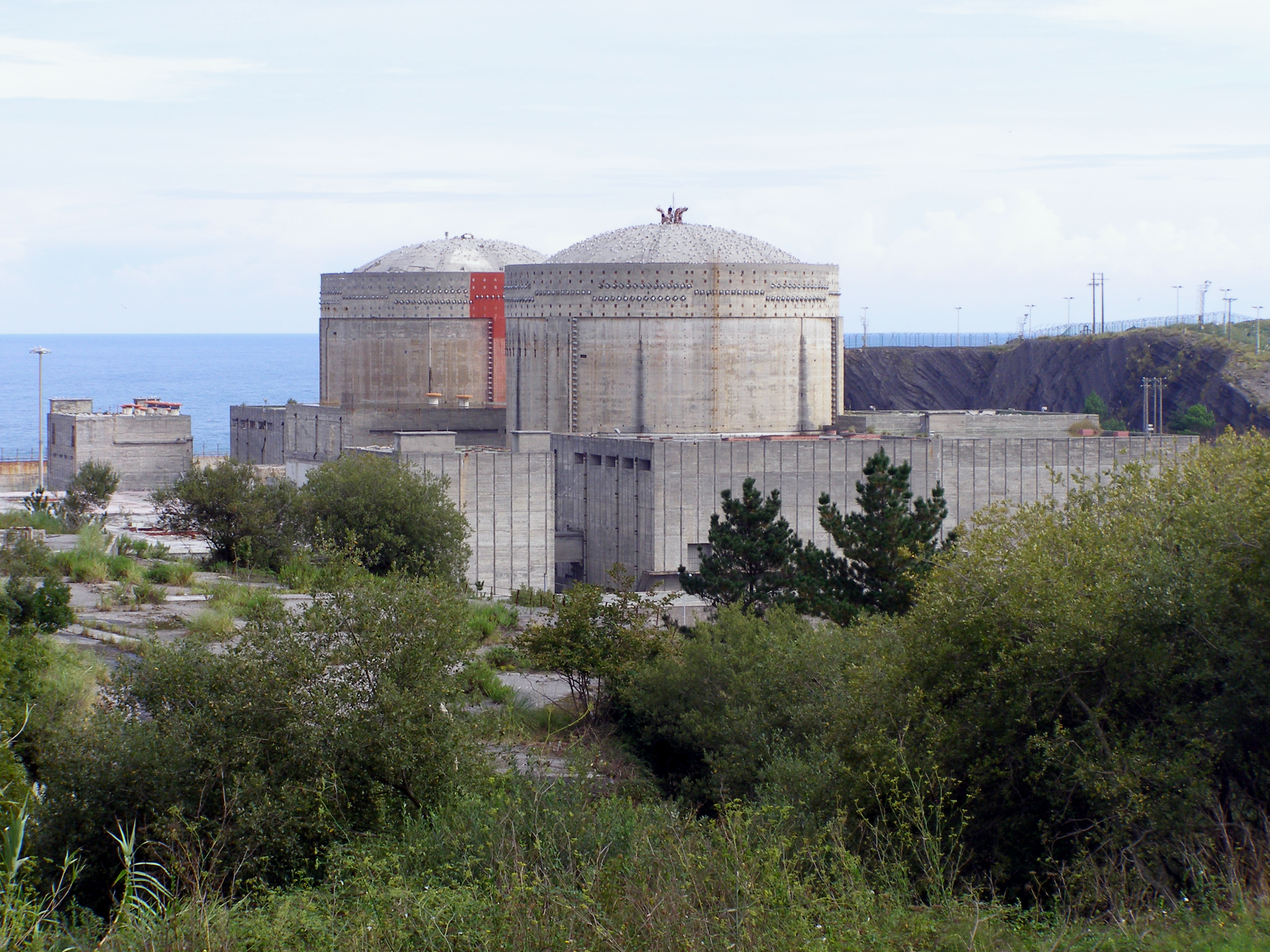
Le site de la centrale nucléaire de Lemoniz, abandonné après avoir été prise pour cible en 1982 par l'organisation basque ETA.

Iberduera s'est également intéressée à la production nucléaire dès les années 1950. À cette fin, elle prend une participation de 50 % dans Nuclenor qu'elle fonde en 1957 avec Electra de Viesgo. La coentreprise construit et exploite la centrale nucléaire Santa María de Garoña, qui a été en service de 1971 à 2012. Iberduero a également entrepris la construction de la centrale nucléaire de Lemoniz, dont la mise en service a été abandonnée en 1982 après avoir été prise pour cible par l'ETA, qui a attaqué le chantier et tué deux ingénieurs, Jose Maria Ryan et Angel Pascual Múgica ainsi que trois ouvriers,. En 1985, Iberduera acquiert des participations aux centrales d'Almaraz (53 %) et de Trillo (51 %).
Ces structures entraînent de fréquentes augmentations de capital de la société cotée à la Bourse de Madrid et à l'Ibex 35.
Parallèlement, la société enregistre une hausse considérable du nombre de ses clients, qui passe de 250 000 au moment de sa fondation à 1 400 000 en 1967. L'actionnaire majoritaire de la société depuis sa création, a été la Banco de Vizcaya, devenue BBVA en 1988.

## Fusion

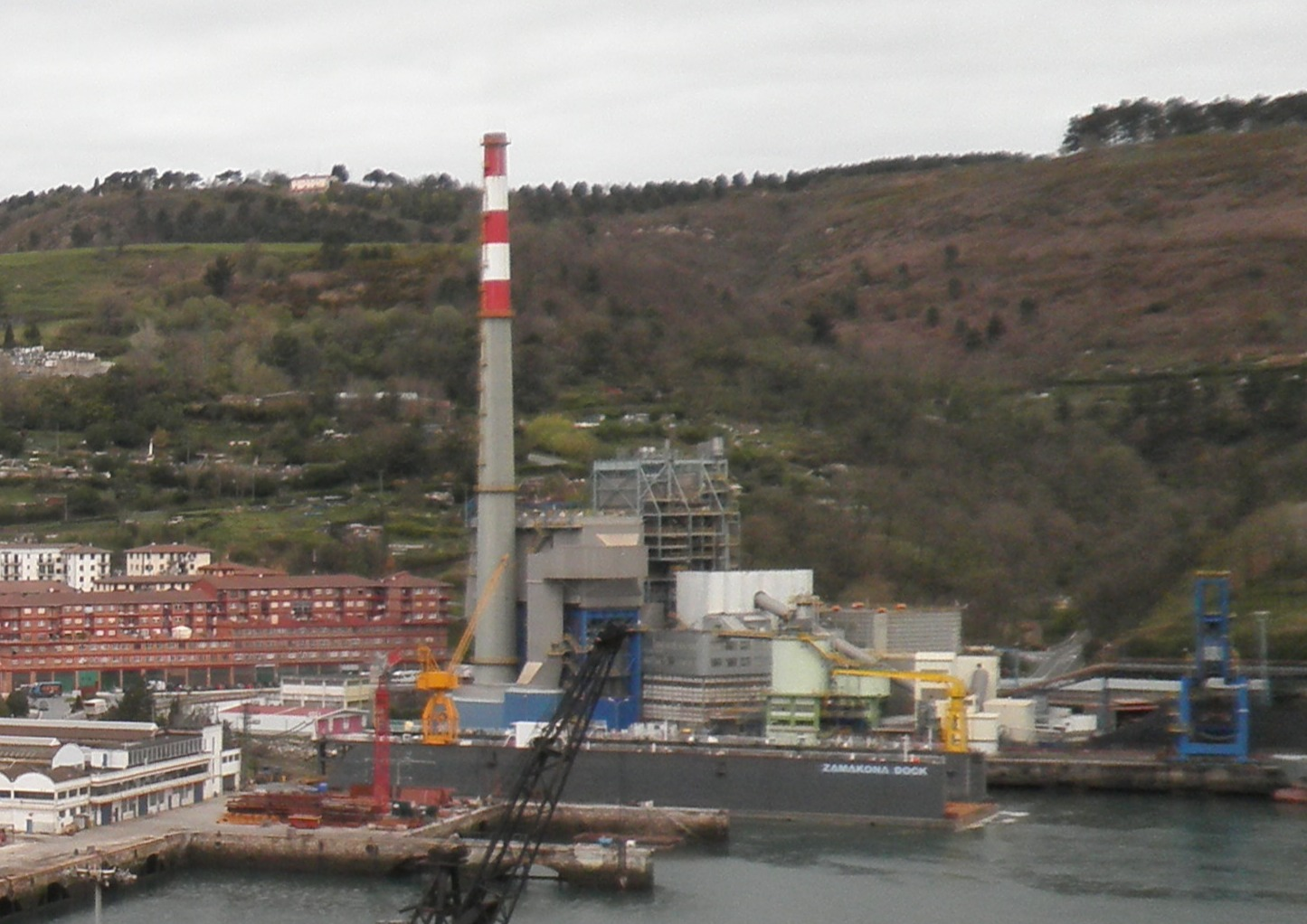
La centrale thermique de Pasaia (Pasajes en espagnol) est l'une des premières installations thermoélectriques d'Iberduero. Mise en service en 1968, cette centrale au charbon est équipée d'un groupe de 223 MW.

En 1990, Iberduero et l'un de ses principaux concurrents Hidroeléctrica Española (aussi connue sous le nom d'Hidrola), entament des pourparlers en vue d'une alliance qui permettrait de créer une société occupant 40 % des parts de marché, soit la même proportion qu'Endesa, principale entreprise du secteur en Espagne. Iberduero et Hidrola concluent une entente le 1er mai 1991. Les deux entreprises conviennent de la prise de contrôle d'Hidrola par Iberduero en vue de leur intégration dans une nouvelle société. Au moment de la fusion, Hidrola a 418 605 724 actions en circulation et Iberduero en compte 508 526 934. L'accord précise que l'action Iberduero pourrait être échangée contre une action de la nouvelle société, tandis que 5 actions d'Hidrola donneraient droit à 4 actions d'Iberdrola et à un paiement de 250 pesetas.
Le 12 décembre 1992, la nouvelle société est légalement constituée. Le nom de la nouvelle entreprise fusionnée, Iberdrola, est formé de la contraction du nom de ses deux prédécesseurs. Cet événement marque aussi l'absorption des filiales des deux sociétés:. Eléctrica de Langreo, Electra de Logroño, Vitoriana de Electricidad, Fuerzas Eléctricas de Navarra, Compañía Eléctrica del Urumea, Centrales Térmicas del Norte (Terminor) et Edificaciones Iberoamericanas.

## Présidents
- Pedro Careaga Basabe (1944-1977)
- Pedro de Areitio (1977-1981)
- Manuel Gomez-de-Paul (1981-1992)